# Studi Francesi
Studi Francesi est un périodique trimestriel italien d’études romanistiques et francophones fondé en 1957 par Franco Simone.